# Ruth Matilda Anderson
Ruth Mathilda Anderson (Phelps County, Nebraska, 1893-Nueva York, 1983) fue una fotógrafa estadounidense.

## Trayectoria
Se inició en el mundo de la fotografía de la mano de su padre, Alfred Theodore Anderson, un hombre de origen noruego que tenía un estudio en Kearney y especializado en paisaje y retrato. Estudió un año en la Universidad Estatal de Nebraska en Lincoln y después estudió Magisterio en la Escuela Estatal de Profesorado de Nebraska y graduándose en 1915. Retomó sus estudios en la Universidad de Nebraska durante un semestre para después marcharse a Nueva York diplomándose en 1919 en la Escuela de Fotografía Clarence H. White. 
En 1921 cuando trabajaba como decoradora de interiores, fue contratada por la Hispanic Society of America recomendada por el propio Clarence White. Allí estuvo bajo supervisión del director de la institución, Acher Milton Huntington, actualizando su técnica como fotógrafa e investigadora. Empezó a trabajar como fotógrafo del museo y en 1922 fue nombrada conservadora de fotografía.
En la década de 1920, hizo cinco viajes a España: por todo el país del 17 de marzo al 3 de julio de 1923; por Galicia y Asturias del 29 de julio de 1924 al 28 de agosto de 1925; por Galicia y León del 14 de noviembre de 1925 al 31 de mayo de 1926; por Extremadura y Castilla del 29 de diciembre de 1927 al 28 de abril del 1928; y por Castilla, León y Andalucía del 5 de octubre de 1929 al 17 de noviembre de 1930.
Después de este último viaje centró su carrera en el estudio de los trajes típicos españoles, publicando varios libros y artículos sobre el tema. Realizó un último viaje entre 1948 y 1949 centrándose en este campo. En 1954 fue nombrada conservadora de trajes de la Hispanic Society, cargo que ocupó hasta su jubilación.

## Estancia en Galicia
En su primer viaje por Galicia tomó unas 5000 fotografías, muchas de las cuales aún permanecen sin positivar y compró otras 2800 a fotógrafos locales. En el segundo viaje tomó unas 2800 fotografías. Las imágenes, por lo general, cubren el entorno rural y artesanías tradicionales. Estuvo acompañada por su padre que escribió un diario. Viajaron con un Ford de alquiler con un chofer francés. En las fondas donde se hospedaban improvisaban un cuarto oscuro para ir revelando algunas fotos. En su estancia en La Coruña tomó lecciones de lengua castellana y se interesó por la historia de Galicia, leyendo a Manuel Murguía y por la literatura gallega, leyendo a Rosalía de Castro.

## Exposiciones

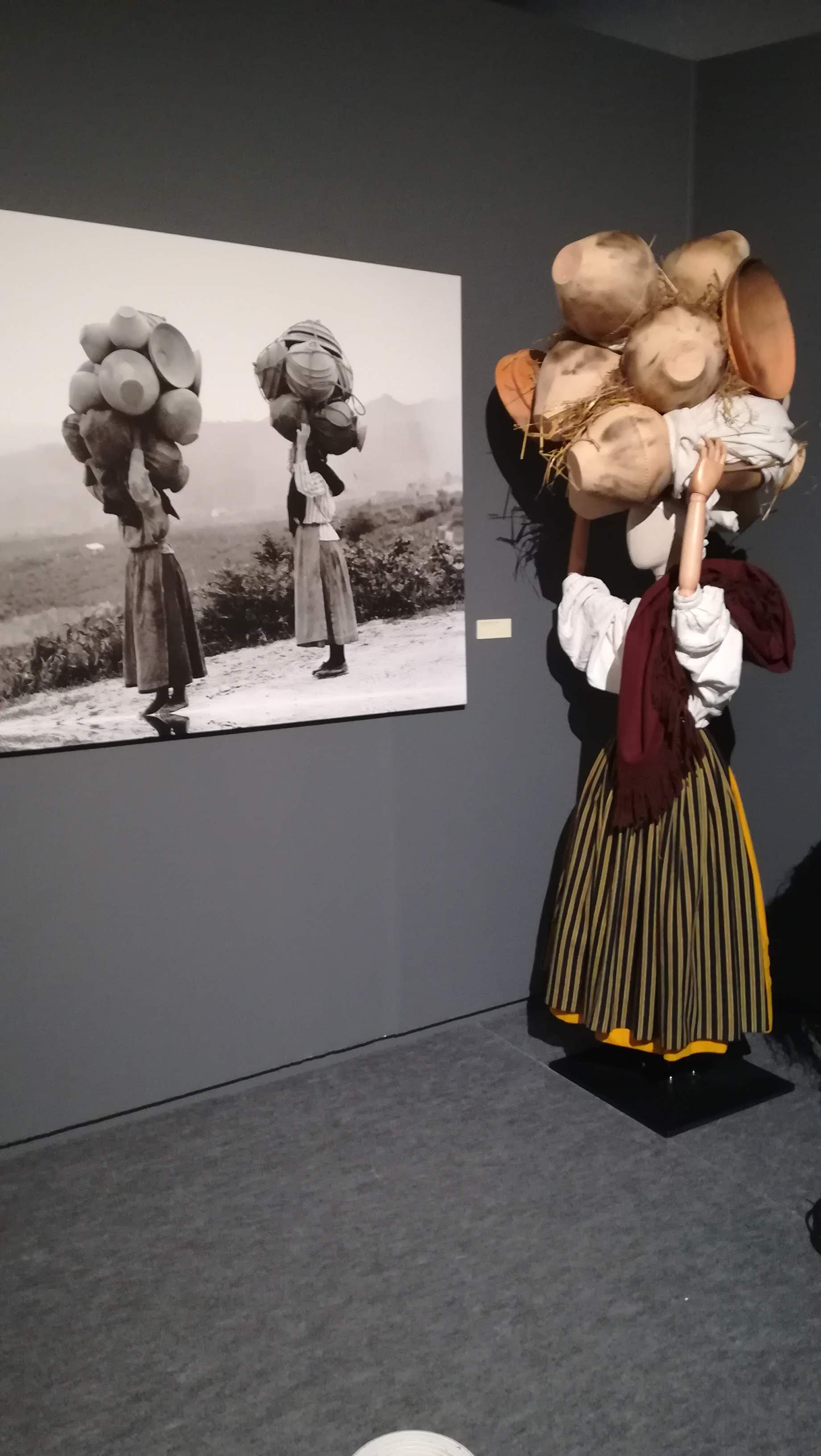
Mujeres llevando vasijas de cerámica al mercado.

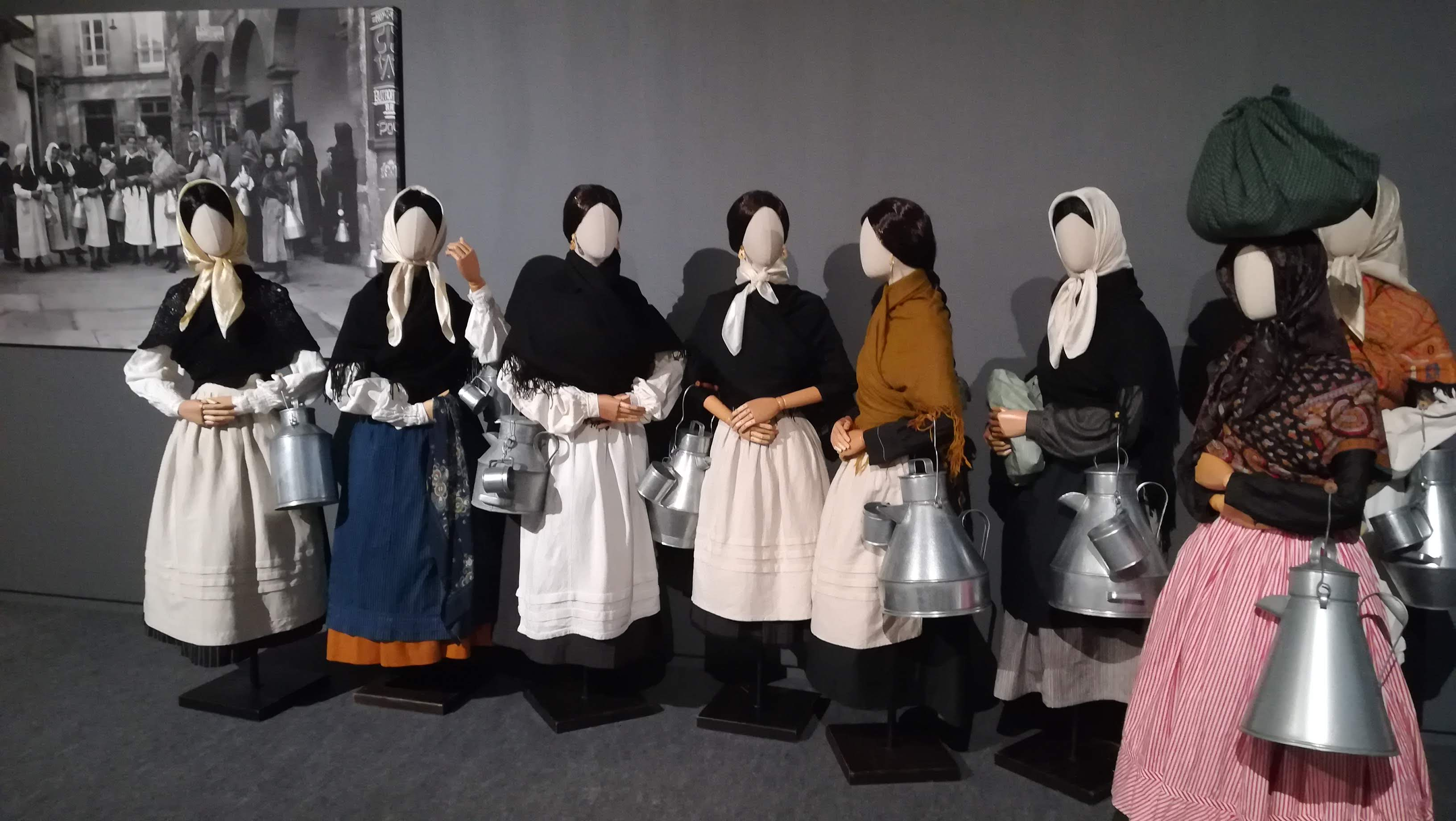
Fotografía por Anderson y trajes tradicionales de leiteiras (lecheras) en la exposición, Museo de Pontevedra.

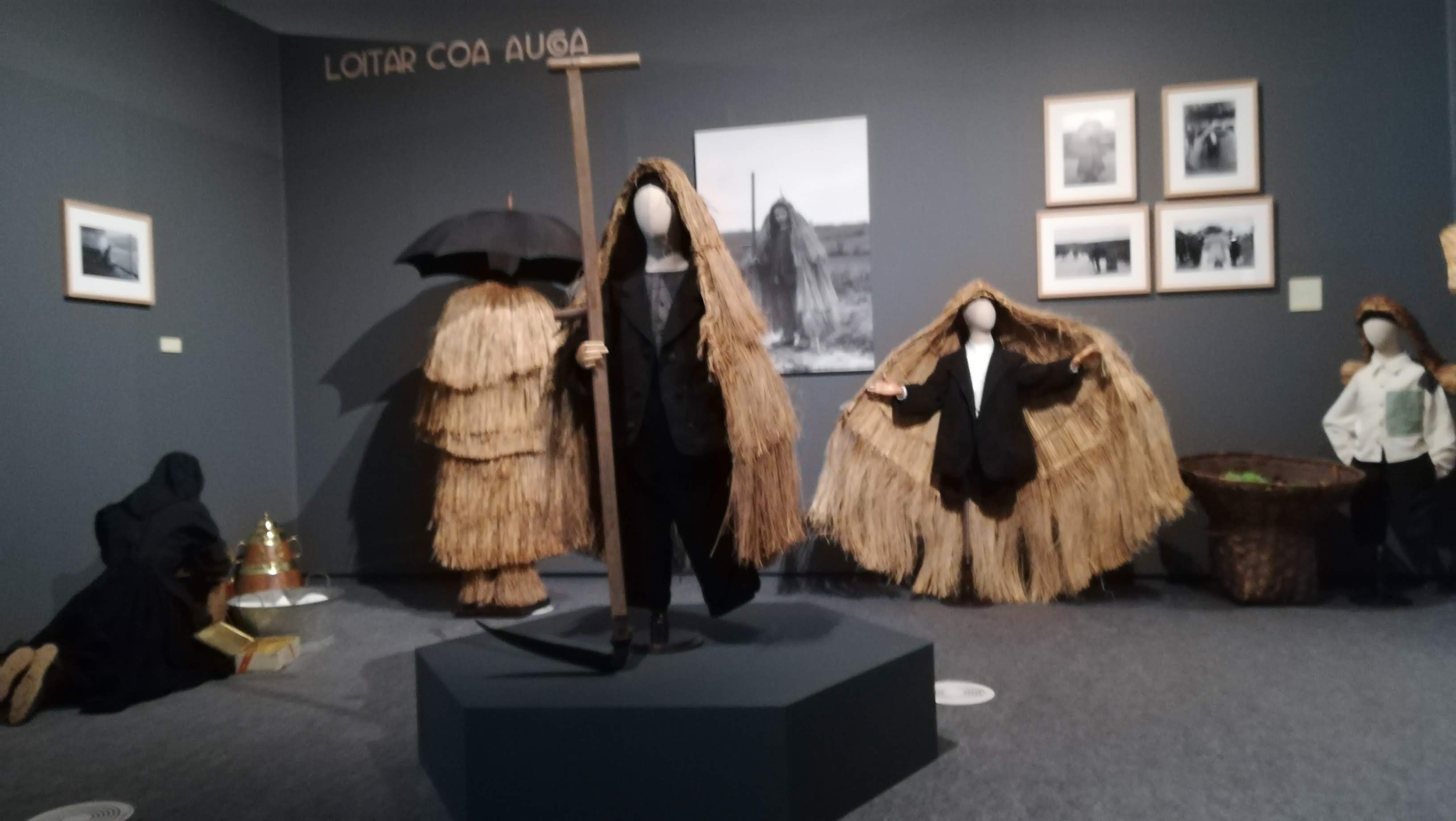
Fotografías por Anderson y maniquíes con corozas, capas impermeables tradicionales hechas de juncos.

En agosto de 2019, la exposición “Una mirada de antaño. Fotografías de Ruth Matilda Anderson en Galicia" se mostró en La Coruña y en más de 35 municipios de Galicia. En un estudio por María Jesús Pena Castro (2020) sobre la representación del pasado de Anderson y la cultura popular contemporánea en los medios digitales, se hizo referencia a «la excepcional colección de imágenes sacadas en los años 20 por diferentes parajes de Galicia, retratando a nuestras gentes, costumbres y tradiciones, un legado etnográfico de valor incalculable». Además, fue una de las exposiciones más exitosas organizadas en la ciudad, hasta el punto de que hubo que multiplicar por cuatro el número inicial de visitas guiadas programadas.
Entre agosto y octubre de 2022, el Museo de Pontevedra acogió una exposición temporal de unos 75 trajes y artesanías tradicionales, inspirados en más de 150 fotografías de Anderson. Tras cinco años de investigación por parte de la Asociación Etnográfica de Pontevedra, esta exposición presentaba una selección de trajes tradicionales montados en maniquíes y otros elementos de la vida cotidiana de su colección histórica así como reconstruidos con detalle histórico. Con casi cien años de antigüedad, las imágenes de Anderson y las escenas recreadas de la vida rural mostraban, entre otros, lecheras reunidas en la Rúa Nova al amanecer, mujeres llevando vasijas de cerámica al mercado, artesanos vendiendo zuecos de madera y personas con corozas, capas impermeables tradicionales hechas de juncos. Se publicó un catálogo adjunto, con todas las fotografías de Anderson, así como los trajes recreados que se muestran en esta exposición.
Con anterioridad también se habían realizado exposiciones de sus fotografías en Oviedo, Asturias, y Badajoz, Extremadura.
En el Museo Etnográfico de Castilla y León, MECyL, en Zamora, se inauguró en octubre de 2022 la exposición temporal, En el Viejo Mundo. Zamora, 1926. La expedición fotográfica de Ruth M. Anderson a Zamora .

## Obra
- Gallegan Provinces of Spain: Pontevedra and La Coruña. New York, The Hispanic Society of America (1939).
- Spanish Costume: Extremadura. New York, The Hispanic Society of America (1951).
- Costumes Painted by Sorolla in his Provinces of Spain. New York, The Hispanic Society of America (1957).
- Fotografías de Galicia 1924-1926. La Coruña, Centro Galego de Artes da Imaxe - The Hispanic Society of America (1998).
- Salamanca, 1928-1930. Fotografías de Ruth M. Anderson. Salamanca, Diputación de Salamanca. Textos de Patrick Lenaghan (2002).
- En el Viejo Mundo.  In the Old World. Zamora, 1926.  Ruth M. Anderson.